# 特別応援許可
特別応援許可（とくべつおうえんきょか）は、日本プロ野球において、日本野球機構が私設応援団に対して出す許可のこと。

## 概要

### 約款
2005年12月に、日本野球機構 (NPB) は「暴力団と悪質応援団の排除」を目的に試合観戦契約約款を設定した。「特別応援許可規程」はこの試合観戦契約約款の下部規定として位置づけられる。
試合観戦契約約款の「第3章 観戦」および「第4章 違反に対する措置」によって、主催者の許可なく応援活動する行為や応援団として入場する行為は禁じられており、許可証の発行を受けることで、初めて「応援団として入場すること・応援活動すること」ができることになる。

### 審査
許可証の発行を受けるための審査は、NPB・警察庁・12球団などで組織される「プロ野球暴力団等排除対策協議会」によって、3月上旬と7月上旬に行われている。
審査の中には、活動を希望する団員一人ひとりの個人情報（氏名や住所など）をチェックするものや、球場内への持込みを希望する応援に必要な道具（旗・トランペット・笛・太鼓など）を1個1個チェックするものもある。
3月の許可証はシーズン開幕から前半戦終了まで、7月の許可証は後半戦開始からシーズン終了までと「使用期限」が定められている。

### エリア
各球場には応援団活動エリアというものが設定されており、シーズン開幕前の時期に、主催者となる各球団と特製チケットの購入契約を結ぶ。
応援活動する為には、購入契約を球団が指定した期間中に行わなければならず、契約が完了した時点で、主催者が許可した場所で活動できる。
もし、期間中に契約できなかった場合、許可証の発行を受けたとしても、当該球場での応援活動は一切出来なくなる。

### 不許可の場合
なお、協議会による審査で不許可となった場合は、許可証は発行されず、全ての球場で応援活動が一切出来なくなる。
一部のマスコミは、これをもって「○○応援団が入場禁止」と報じる場合があるが、厳密には間違いである。